# كارولين من بالاتينات-تسفايبروكن
كارولين من بالاتينات-تسفايبروكن (كارولينه هنرييته كريستينه لويزه فيليبينه؛ 9 مارس 1721 - 30 مارس 1774)؛ أصبحت لاندغرافين هسن-دارمشتات بعد زواجها من لودفيغ التاسع، اشتهرت بأنها واحدة من أكثر النساء تعلمًا في عصرها وحتى أنها أصبحت تُعرف باسم لاندغرافين العظيمة.

## السيرة الذاتية
هنرييته كارولينه هي الابنة الكبرى لـ كريستيان الثالث دوق تسفايبروكن وزوجته كارولين من ناساو-ساربروكن.
بتسفايبروكن تزوجت في 12 أغسطس 1741 من لودفيغ ولي عهد هسن-دارمشتات، ومع ذلك سرعان ما اتسم هذا زواج مرتبًا بالخلافات، بحيث كانت كارولين مهتمة بالموسيقى والأدب، بينما كان زوجها مهتمًا بالشؤون العسكرية، وعاشت منفصلة عنه في بوخسويلر بحيث أسست مصنعًا لتخفيف اقتصاد المنطقة، وفي عام 1772 قامت بتعيين السياسي فريدرش كارل فون موزر كوزير، بحيث تمكن من إعادة تنظيم مالية الدولة التي تراكمت عليها الديون، كان فريدرش ملكيور غريم هو الذي حصل على لقب البارون برشاوي من كارولين حتى يتمكن من التوفيق بين بناتها القابلات للزواج مع أزواج الارستقراطيين مناسبين.
اشتهرت كارولين باسم لاندغرافين العظيمة وهو الاسم الذي أطلقه عليها يوهان فولفغانغ فون غوته من خلال أعماله السيرة الشعر والحقيقة، وصدق عليه العديد من الكُتاب والفلاسفة في عصرها من أمثال يوهان جوتفريد هردر وكريستوف مارتن فيلاند، تمنى فيلاند أن يكون لديه القدرة على جعلها ملكة أوروبا، وكما أنها كانت على اتصال جيد بـ فريدرش الثاني ملك بروسيا، ولقد كانت واحدة من النساء القلائل اللاتي يكن لهن فريدرش التقدير والاعجاب، واشتهر بتسمية المجد وأعجوبة قرننا؛ بعد وفاتها، أرسل جرة إلى دارمشتات مع النص femina sexo, ingenio vir ("امرأة بالجنس، وبالروح رجل").
أصبحت هي وزوجها أحدث أسلاف مشتركين لجميع الملوك الأوروبيين الحاليين في عام 2022 بعد وفاة الملكة إليزابيث الثانية، التي لم تكن من نسلهما؛ ومع ذلك يعتبر خليفتها ابنها تشارلز الثالث سليلهما من نسل والده.

## الذرية
- أنجبت له :-

| الاسم                                                    | الصورة | الميلاد        | الوفاة         | ملاحظة |
| -------------------------------------------------------- | ------ | -------------- | -------------- | --- |
| كارولين لاندغرافين هسن-هومبورغ                           |        | 2 مارس 1746    | 18 سبتمبر 1821 | تزوجت في 1768 من ابن عمه فريدرش الخامس لاندغراف هسن-هومبورغ، لهم ذرية.                                            |
| فريديريكه لويزه ملكة بروسيا                              |        | 16 أكتوبر 1751 | 25 فبراير 1805 | تزوجت في 1769 فريدرش فيلهلم الثاني ملك بروسيا، لهم ذرية.                                                          |
| لودفيغ الأول دوق هسن الأكبر                              |        | 14 يونيو 1753  | 6 أبريل 1830   | تزوج في 1799 من ابنة عمه لويز من هسن-دارمشتات، لهم ذرية.                                                          |
| أمالي أميرة بادن الوراثية                                |        | 20 يونيو 1754  | 21 يونيو 1832  | تزوجت في 1775 من كارل لودفيغ أمير بادن الوراثي، لهم ذرية بما في ذلك ملكة بافاريا، وإمبراطورة روسيا، وملكة السويد. |
| فيلهلمين لويزه الدوقة الكبرى ناتاليا أليكسييفنا من روسيا |        | 25 يونيو 1755  | 26 أبريل 1776  | تزوجت في 1773 من في المستقبل بافل الأول إمبراطور روسيا، ليس لديهم أبناء.                                          |
| لويزه أوغسته دوقة ساكس-فايمار-إيزنباخ الكبرى             |        | 30 يناير 1757  | 14 فبراير 1830 | تزوجت في 1775 من كارل أوغست دوق ساكس-فايمار-إيزنباخ الأكبر، لهم ذرية .                                            |
| فريدرش لاندغراف هسن-دارمشتات                             |        | 10 يونيو 1759  | 11 مارس 1802   | لم يتزوج، ولكن له ابنان غير شرعيين.                                                                               |
| كريستيان لاندغراف هسن-دارمشتات                           |        | 25 نوفمبر 1763 | 17 أبريل 1830  | توفي غير متزوج.                                                                                                   |